# Mitocondrio

Schema di un mitocondrio
1 Membrana interna
2 Membrana esterna
3 Cresta
4 Matrice

Il mitocondrio (dal greco μίτος [mítos], "filo", e χόνδρος [chóndros], "granello", "chicco") è un organulo cellulare multiplo dotato di DNA proprio presente nella maggior parte degli organismi eucarioti, sia animali sia vegetali.
Tre specie di Loricifera e l'Henneguya zschokkei, organismi eucarioti pluricellulari anaerobi, non posseggono mitocondri. Alcune ricerche hanno dimostrato che alcuni organismi eucarioti, come ad esempio i parassiti Giardia lamblia, Entamoeba histolytica e Trachipleistophora hominis, che apparentemente non possiedono mitocondri, hanno subito una loro involuzione, con la trasformazione in organelli vestigiali mancanti della loro funzione biochimica originaria.
I mitocondri sono sede della respirazione cellulare aerobica, da cui si genera adenosina trifosfato (ATP) che viene utilizzata in tutta la cellula come fonte di energia chimica. Eseguono inoltre la sintesi degli acidi grassi (mtFASII), essenziale per la biogenesi mitocondriale e la respirazione cellulare. Furono scoperti da Albert von Kölliker nel 1857 nei muscoli volontari degli insetti. Il termine mitocondrio fu coniato da Carl Benda nel 1898. Sono stati definiti "la centrale elettrica della cellula" dal biologo Philip Siekevitz nel 1957.

## Struttura

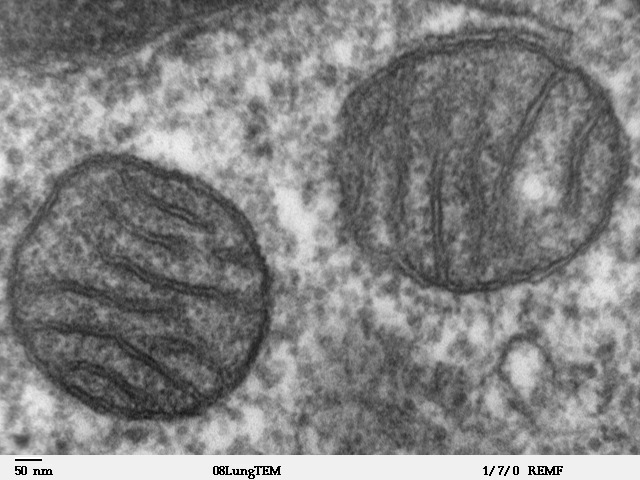
Sezione di due mitocondri (tubulari) osservati tramite microfotografia elettronica a trasmissione

Il mitocondrio, isolato dalla struttura cellulare che lo circonda, assume una forma definibile reniforme o a fagiolo ed è lungo 1-4 μm, con una sezione di diametro di circa 1,5 µm. Nella cellula assume una forma più complessa; ad esempio nelle piante (Arabidopsis thaliana) e nel lievito (Saccharomyces cerevisiae) è più opportuno parlare di una rete mitocondriale in cui i mitocondri vanno incontro a fissione e fusione.
È delimitato da una doppia membrana: quella esterna permette il passaggio di piccole molecole, quella interna è selettivamente permeabile e si presenta sotto forma di numerosi avvolgimenti, rientranze e sporgenze dette creste mitocondriali. La funzione di queste strutture è quella di aumentare la superficie di membrana che permette di disporre un numero maggiore di complessi di ATP sintasi e pertanto di fornire maggiore energia. Le due membrane identificano due differenti regioni: lo spazio intermembrana cioè quello interposto tra la membrana esterna e quella interna, e la matrice, spazio circoscritto dalla membrana interna.

## Le membrane del mitocondrio
Le due membrane mitocondriali presentano differenti proprietà a causa della loro diversa composizione.
La membrana esterna è composta per il 50% da lipidi e per il resto da svariati enzimi dalle molteplici attività tra cui: l'ossidazione dell'adrenalina, l'allungamento degli acidi grassi e la degradazione del triptofano. Inoltre contiene porine: canali proteici transmembrana formati per lo più da foglietti β, non selettivato. Ciò fa sì che la membrana esterna sia assai permeabile e permetta il passaggio di molecole di massa fino a 5000 Da. Quest'elevata permeabilità era già nota all'inizio del XX secolo in quanto venne notato il rigonfiamento cui i mitocondri vanno soggetti a seguito della loro immersione in una soluzione ipotonica. 
La membrana interna ha un rapporto in peso proteine/lipidi che si aggira intorno a 3:1, ciò significa che per ogni proteina vi sono circa 15 fosfolipidi, e contiene più di 100 molecole polipeptidiche. L'elevato contenuto proteico è rappresentato da tutti i complessi deputati alla fosforilazione ossidativa e, in ultimo, alla produzione di ATP attraverso il complesso dell'ATP sintetasi, che genera ATP sfruttando il gradiente protonico a cavallo della membrana. Un'altra caratteristica particolare, poiché propria delle membrane batteriche, è la presenza di molecole di cardiolipina (difosfatidil-glicerolo) e l'assenza di colesterolo. La membrana interna, contrariamente a quella esterna, è selettivamente permeabile, priva di porine, ma con trasportatori transmembrana altamente selettivi per ogni molecola o ione. Quindi le due facce della membrana interna vengono chiamate, rispettivamente, versante della matrice e versante citosolico, poiché viene facilmente raggiunto dalle piccole molecole del citosol cellulare, oppure versante N e versante P in ragione del diverso potenziale di membrana (neutro per la matrice interna, positivo per lo spazio intermembrana esterno).

## La matrice mitocondriale
La matrice mitocondriale ha consistenza gelatinosa a causa della concentrazione elevata di proteine idrosolubili (circa 500 mg/ml). Infatti contiene numerosi enzimi, ribosomi (70S, più piccoli di quelli presenti nel resto della cellula) e molecole di DNA circolare a doppio filamento. È fondamentale alla respirazione cellulare. Inoltre, la sintesi mitocondriale degli acidi grassi (mtFASII) avviene nella matrice.

## Il genoma mitocondriale
Il genoma mitocondriale umano contiene 16569 coppie di basi e possiede 37 geni codificanti per due RNA ribosomiali (rRNA), 22 RNA di trasporto (tRNA) e 13 proteine che fanno parte dei complessi enzimatici deputati alla fosforilazione ossidativa. Il numero di geni presenti sul DNA mitocondriale è variabile a seconda delle specie. In ogni mitocondrio si trovano da due a dieci copie del genoma.
Il resto delle proteine presenti nel mitocondrio deriva da geni nucleari i cui prodotti vengono appositamente trasportati. Le proteine destinate al mitocondrio generalmente vengono riconosciute grazie ad una sequenza leader presente sulla loro parte N-terminale. Questa sequenza contiene da 20 a 90 amminoacidi, di cui nessuno carico negativamente, con all'interno alcuni motivi ricorrenti. Inoltre sembra avere un'elevata possibilità di dare origine ad una α-elica anfipatica.
Circa 28 dei geni mitocondriali (2 rRNA, 14 tRNA e 12 proteine) sono codificati su uno dei due filamenti di DNA (detto H, da heavy strand) mentre i rimanenti geni (8 tRNA e 1 proteina) sono codificati sul filamento complementare (detto L, da light strand). La presenza della catena di trasporto degli elettroni con la sua capacità di produrre radicali liberi, la mancanza di istoni e i limitati sistemi di riparo, rendono il DNA mitocondriale facilmente danneggiabile e in effetti il suo tasso di mutazione è circa dieci volte maggiore di quello nucleare. Ciò fa sì che si possano avere sequenza mitocondriali differenti anche all'interno di uno stesso individuo.
La presenza di ribosomi permette al mitocondrio di svolgere una propria sintesi proteica.
Una particolarità del codice genetico mitocondriale sta nel fatto che esso è leggermente diverso da quello comunemente noto. Il codone UGA, normalmente codone di stop, codifica per il triptofano. Inoltre i vertebrati usano la sequenza AUA, e l'uomo anche AUU, per codificare la metionina (e non l'isoleucina) mentre AGA ed AGG funzionano come codoni di stop. Si è visto che tra specie diverse vi possono essere differenze nel codice mitocondriale che quindi non è uguale per tutti.
Il DNA mitocondriale umano viene ereditato per via matrilineare (eredità non mendeliana) poiché durante il processo di fecondazione i mitocondri dello spermatozoo sono marcati con ubiquitina, una proteina che si lega ad altre proteine che devono essere degradate. Quindi il genoma mitocondriale della prole sarà quasi uguale a quello materno, fatte salve eventuali mutazioni, e se la madre è affetta da una malattia a trasmissione mitocondriale la erediteranno tutti i figli, mentre se ne è affetto il padre, non la erediterà nessuno. In letteratura sono riportati rarissimi casi in cui il DNA mitocondriale sembra derivare dal padre o da entrambi i genitori.

## Le funzioni del mitocondrio
Il mitocondrio è in grado di svolgere molteplici funzioni. La più importante tra esse consiste nell'estrarre energia dai substrati organici che gli arrivano per generare un gradiente ionico che viene sfruttato per produrre adenosintrifosfato (ATP). Gli altri processi in cui il mitocondrio interviene sono:
- l'apoptosi e la morte neuronale da tossicità da acido glutammico
- regolazione del ciclo cellulare
- sintesi degli acidi grassi
- regolazione dello stato redox della cellula
- sintesi dell'eme
- sintesi del colesterolo
- produzione di calore
- La β-ossidazione degli acidi grassi

Il mitocondrio ha anche una funzione di deposito di ioni Ca2+ nella matrice mitocondriale.

### La produzione di energia
È la funzione principale del mitocondrio e viene svolta trasformando due sostanze prodotte nel citosol: il piruvato, decarbossilato e trasformato in acetil-CoA, e gli acidi grassi, attivati in acil-CoA, che con la β-ossidazione producono anch'essi acetil-CoA. L'acetil-CoA entra nel ciclo di Krebs che genera coenzimi ridotti, 3 molecole di NADH ed una di FADH2, che vanno a consentire, ossidandosi, la fosforilazione ossidativa.

#### Il ciclo di Krebs
Le molecole di piruvato prodotte dalla glicolisi vengono trasportate all'interno della matrice mitocondriale dove vengono decarbossilate per formare gruppi acetili che vengono coniugati con il Coenzima A (CoA) per formare acetil-CoA. Il tutto viene catalizzato dalla piruvato deidrogenasi: un grosso complesso multienzimatico. Successivamente l'acetilCoA viene immesso nel ciclo di Krebs o ciclo degli acidi tricarbossilici o ciclo dell'acido citrico che permette di generare 3 molecole di NADH ed una di FADH2 secondo la seguente reazione generale:
Acido ossalacetico + acetilCoA + 2 H2O + ADP + Pi + FAD + 3 NAD+ → Acido ossalacetico + 2 CO2 + CoA + ATP + 3 NADH + 3 H+ + FADH2
Tutti gli enzimi del ciclo di Krebs si trovano liberi nella matrice, fatta esclusione per il complesso della succinato deidrogenasi che è legata alla membrana mitocondriale interna nel versante N.

#### Fosforilazione ossidativa: la catena di trasporto degli elettroni
Vengono utilizzati sia il NADH che il FADH2 prodotti dalla β-ossidazione degli acidi grassi e dal ciclo di Krebs. Attraverso un complesso multienzimatico avente le funzioni di catena di trasporto gli elettroni vengono prelevati da NADH e FADH2 e, dopo una serie di passaggi intermedi, vengono ceduti all'ossigeno molecolare (O2) che viene ridotto ad acqua. Durante il trasferimento elettronico le varie proteine trasportatrici subiscono dei cambiamenti di conformazione che consentono di trasferire dei protoni dalla matrice allo spazio intermembrana contro un gradiente di concentrazione.
Nel mitocondrio si possono isolare ben quattro complessi poliproteici responsabili del trasporto degli elettroni:
- Complesso I (NADH deidrogenasi) che contiene almeno 30 diversi polipeptidi, una flavoproteina e 9 centri ferro-zolfo e per ogni coppia di elettroni fatta passare vengono trasferiti tre o quattro protoni,
- Complesso II (Succinato deidrogenasi) che, oltre a catalizzare una reazione del ciclo di Krebs, consente il trasferimento di elettroni al FAD e all'ubichinone ma non permette il passaggio di protoni,
- Complesso III (Citocromo c riduttasi) che contiene circa 10 polipeptidi e gruppi eme e un centro ferro-zolfo, permette il passaggio di elettroni dall'ubichinone ridotto al citocromo c e per ogni coppia di elettroni trasferisce quattro protoni,
- Complesso IV (Citocromo c ossidasi) che contiene almeno 13 polipeptidi e permette il trasferimento di elettroni dal citocromo c all'ossigeno e anche lo spostamento dei protoni anche se non ne è ben chiaro il numero (forse quattro per ossigeno ridotto).

Successivamente i protoni vengono rifatti passare attraverso la membrana interna, in un processo di diffusione facilitata, tramite l'enzima ATP sintetasi che ottiene così l'energia sufficiente per produrre molecole di ATP, trasferendo un gruppo fosfato a dell'ADP. Si è visto che una coppia di elettroni, prelevati da NADH, è in grado di rilasciare un quantitativo d'energia sufficiente a produrre tre molecole di ATP mentre con una coppia elettronica ottenuta dal FADH2 se ne ottengono due.
Sia la glicolisi sia la fosforilazione ossidativa permettono di ottenere ben trentotto molecole di ATP per ogni molecola di glucosio utilizzata, anche se questo valore può anche variare a seconda del rapporto [ATP]/[ADP] intracellulare.
L'importanza del trasferimento dei protoni attraverso la membrana mitocondriale interna nella sitesi di ATP, meccanismo definito chemioosmotico, venne individuata nel 1961 da Peter Mitchell che per questo ottenne il Premio Nobel per la chimica nel 1978. Nel 1997 a Paul Boyer e John Walker venne consegnato lo stesso premio per aver chiarito il meccanismo d'azione della ATP sintetasi.

### Sintesi mitocondriale degli acidi grassi
La sintesi mitocondriale degli acidi grassi (mtFASII) è essenziale per la respirazione cellulare e la biogenesi mitocondriale. Si ritiene inoltre che svolga un ruolo di mediatore nella segnalazione intracellulare grazie alla sua influenza sui livelli di lipidi bioattivi come lisofosfolipidi e sfingolipidi.
Il prodotto finale più noto della mtFASII è l'ottanoil-ACP (C8), che è anche il substrato di partenza della biosintesi dell'acido lipoico. Tramite il cofattore acido lipoico, mtFASII agisce su importanti complessi enzimatici del metabolismo energetico, come il complesso della piruvato deidrogenasi (PDC), il complesso dell'α-chetoglutarato deidrogenasi, il complesso multienzimatico della 3-metil-2-ossobutanoato deidrogenasi (BCKDH) e il glycine cleavage system (GCS).
Inoltre, altri prodotti degli acidi grassi della mtFASII svolgono un ruolo nella traduzione mitocondriale, nella biogenesi dei cluster ferro-zolfo e nell'assemblaggio dei complessi di fosforilazione ossidativa. Inoltre, attraverso la mtFASII e l'ACP acilato, vengono regolati i livelli mitocondriali di acetil-CoA.

### Il mitocondrio e l'apoptosi
Il mitocondrio funziona da centrale d'integrazione degli stimoli apoptotici che possono essere di molteplice natura (caspasi, ceramide, vari tipi di chinasi, ganglioside GD3, ecc.) e sono in grado di determinare l'apertura di un complesso poliproteico chiamato poro di transizione mitocondriale (Permeability Transition Pore Complex, PTPC) localizzato in alcuni punti di contatto tra le due membrane mitocondriali. Quest'evento fa cadere la differenza di potenziale, per uscita dei protoni, e permette l'ingresso di molecole prima interdette all'ingresso. Come risultato finale, il mitocondrio si riempie di liquido e la membrana esterna scoppia liberando nel citoplasma fattori stimolanti l'apoptosi come AIF, (Apoptosis Inducing Factor) che è in grado di raggiungere il nucleo e di attivare una via indipendente dalle caspasi in grado di degradare il DNA, e il citocromo c che si lega alle proteine Apaf-1 (apoptotic protease activating factor) e caspasi 9 ed una molecola di ATP formando un complesso definito apoptosoma. La caspasi 9 presente diviene in grado di attivare altre caspasi che danno il via ad una cascata molecolare che si conclude con la degradazione del DNA a opera di fattori nucleari.
Ai processi di alterazione della permeabilità del mitocondrio prendono parte anche i membri della famiglia di bcl-2, composta da almeno 16 proteine, che sono in grado di interagire con le membrane nucleari, mitocondriale esterna e del reticolo endoplasmatico grazie al loro dominio C-terminale. Questa famiglia contiene elementi sia antiapoptotici, come Bcl-2 e Bcl-xL, sia proapoptotici, come Bax, Bid, Bad, Bik, Bim, Bcl-XS, DIva.
Questi membri possono unirsi formando omodimeri o eterodimeri che hanno attività sia proapoptotica (es: Bax/Bax) sia antiapoptotica (es: Bcl-2/Bcl-2, Bcl-xL/Bcl-2). L'evento chiave consiste nell'abbondanza dei fattori proapoptotici rispetto a quelli protettivi. Se questo evento avviene allora si formeranno dimeri in grado di alterare la permeabilità del mitocondrio.

### Il mitocondrio e la tossicità da glutammato
L'eccessiva stimolazione del recettore per l'N-metil-D-aspartato (recettore NMDA), da parte del glutammato, è in grado di produrre un ingresso massivo di calcio che può causare la morte del neurone tramite diverse vie apoptotiche o per necrosi a seconda dell'intensità dello stimolo. Una di queste vie interessa anche il mitocondrio.
In effetti il calcio in eccesso che affluisce va a sovraccaricare il mitocondrio determinando così perdita del suo potenziale di membrana e diminuzione della produzione di ATP per disaccoppiamento della fosforilazione ossidativa con la sintesi di ATP. Ciò fa sì che le pompe di membrana ATP dipendenti responsabili del mantenimento della depolarizzazione smettano di funzionare e ciò, in un circolo vizioso, aumenta l'ingresso di calcio. Inoltre viene stimolata la produzione d'ossido nitrico che sembra possedere un'azione inibitoria sulla catena di trasporto mitocondriale.

### Il mitocondrio e lo stato ossidoriduttivo della cellula
Durante la fosforilazione ossidativa può accadere che un solo elettrone vada a ridurre una molecola di O2 determinando la produzione d'un anione superossido (O2•), un radicale assai reattivo. Generalmente questo fenomeno viene evitato, tuttavia non è possibile evitarlo completamente.
O2• può essere protonato a formare il radicale idroperossido (HO2•) che può reagire, a sua volta, con un altro anione superossido per produrre perossido di idrogeno (H2O2) secondo la seguente reazione:
2 HO2• → O2 + H2O2
La sintesi di radicali liberi è anche un processo che, se opportunamente controllato, può essere una valida arma contro determinati microorganismi. Infatti durante l'infiammazione i leucociti polimorfonucleati sono soggetti aduna produzione massiva di questi radicali per attivazione dell'enzima NADPH ossidasi.
Per far fronte alla presenza di radicali liberi, che potrebbero comportare dei gravi danni, la cellula deve utilizzare degli specifici sistemi atti alla loro eliminazione:
- la catalasi che è un enzima che catalizza la reazione di eliminazione del perossido di idrogeno (2 H2O2 → O2 + 2 H2O),
- il glutatione (GSH) che determina l'eliminazione dei radicali liberi sfruttando il gruppo sulfidrile nella sua forma ridotta (H2O2 + 2 GSH → GSSG (omodimero di glutatione) + 2 H2O, 2 OH• + 2 GSH → GSSG + 2 H2O),
- vari antiossidanti quali l'acido ascorbico e le vitamine A ed E,
- il gruppo delle superossido dismutasi.

### La sintesi dell'eme
La sintesi delle porfirine è un processo enzimatico altamente conservato che nell'uomo determina la sintesi del gruppo eme mentre in altri organismi serve anche a produrre composti strutturalmente simili, come la cobalamina, le clorine e le batterioclorine. All'interno del mitocondrio avviene una parte delle reazioni che portano alla sintesi dell'eme che poi viene portato fuori nel citoplasma dove viene coniugato con le catene polipeptidiche.
La prima tappa di questo processo consiste nella condensazione, catalizzata dalla acido d-aminolevulinico sintetasi, della glicina con il succinil-CoA che porta alla formazione di acido 5-aminolevulinico che poi esce dal mitocondrio. Successivamente due molecole di acido d-aminolevulinico si condensano, per azione della acido d-aminolevulinico deidratasi, a formare il porfobilinogeno. Poi quattro molecole di profobilinogeno si condensano per formare un tetrapirrolo lineare, per opera della porfobilinogeno deaminasi. Il tetrapirrolo ciclizza formando uroporfirinogeno III che dopo viene trasformato in coproporfirinogeno III, dalla uroporfirinogeno III decarbossilasi, che rientra nel mitocondrio. Successivamente, ad opera della coproporfirinogeno III ossidasi, viene sintetizzato il protoporfirinogeno IX che, dalla protoporfirinogeno IX ossidasi viene trasformato in protoporfirina IX cui, dalla ferrochelatasi viene aggiunto Fe2+ per formare il gruppo eme.

### La sintesi del colesterolo
La sintesi del colesterolo avviene a livello del citoplasma cellulare e che parte con l'acetilCoA il quale viene prodotto a livello mitocondriale durante il ciclo di Krebs.

### La produzione di calore
Alcuni composti come il 2,4-dinitrofenolo od il carbonilcianuro-p-fluorometossifenildrazone sono in grado di creare un disaccoppiamento tra il gradiente protonico e la sintesi di ATP. Ciò avviene in quanto hanno la capacità di trasportare essi stessi i protoni attraverso la membrana mitocondriale interna. Il disaccoppiamento creatosi aumenta il consumo di ossigeno e la velocità con cui il NADH si ossida. Questi composti hanno permesso di indagare meglio sulla fosforilazione ossidativa e hanno anche permesso di capire che il fenomeno del disaccoppiamento ha la funzione di produrre calore, in diverse condizioni, al fine di mantenere costante la temperatura corporea: in animali in letargo, cuccioli appena nati, tra cui anche l'uomo, e in mammiferi che si sono adattati ai climi freddi.
Il disaccoppiamento avviene in un tessuto specializzato: il tessuto adiposo bruno che è ricco di una proteina disaccoppiante chiamata termogenina, formata da due subunità con massa complessiva di 33 Kd, che ha la capacità di formare una via in cui i protoni possono transitare per entrare nella matrice mitocondriale producendo di calore. Questo fenomeno è attivato dalla presenza di acidi grassi che vengono liberati, in risposta a segnali ormonali, dai trigliceridi cui si trovano attaccati.

## Analisi del DNA mitocondriale
Vista la matrilinearità dell'ereditarietà del genoma mitocondriale, i genetisti e gli antropologi hanno utilizzato il DNA del mitocondrio in studi di genetica delle popolazioni e d'evoluzionistica. Esso viene anche impiegato nel campo delle scienze forensi, specialmente in casi in cui il materiale biologico sia molto degradato. L'analisi del DNA del mitocondrio permette di far luce sui gradi di parentela, sulle migrazioni e discendenze delle popolazioni e può essere usato anche per dirimere casi di determinazione del sesso.
Le principali metodiche utilizzate nello studio del DNA mitocondriale sono:
- il southern blot dopo un taglio effettuato tramite enzimi di restrizione,
- la marcatura terminale, che rispetto al Southern Blot consente di visualizzare frammenti di DNA molto corti che altrimenti sfuggirebbero,
- la reazione a catena della polimerasi (PCR, Polymerase Chain Reaction), che consente di amplificare anche pochissime sequenze di DNA.

## L'origine del mitocondrio: la teoria endosimbiontica
Come si è visto precedentemente, il mitocondrio presenta alcune caratteristiche tipiche dei batteri: presenza di molecole di cardiolipina e assenza di colesterolo nella membrana interna, la presenza di un DNA circolare a doppia elica e la presenza di ribosomi propri e di una doppia membrana. Come i batteri, i mitocondri non hanno istoni e i loro ribosomi sono sensibili ad alcuni antibiotici come il cloramfenicolo. In più i mitocondri sono organelli semiautonomi in quanto hanno la capacità di dividersi per scissione binaria, così tutti i mitocondri di una singola cellula eucariotica sono prodotti per divisione di mitocondri preesistenti; tuttavia la duplicazione dei mitocondri, e parzialmente l'espressione dei loro geni, sono controllate e regolate dal genoma nucleare.
Stante queste similitudini, la teoria endosimbiotica afferma che i mitocondri deriverebbero da ancestrali batteri, dotati di metabolismo ossidativo, che sarebbero stati inglobati dalle cellule proto-eucariote probabilmente ancora anaerobie e capaci di effettuare fagocitosi. Il procariota inglobato avrebbe fornito alla cellula ospite dei vantaggi grazie alle proprie capacità metaboliche, guadagnando in cambio protezione. Successivamente i batteri avrebbero trasferito gran parte del loro materiale genetico a quello cellulare, divenendo così mitocondri.
Nel 2010 una ricerca sulle origini delle cellule eucariotiche comparsa su Nature ha chiarito ulteriormente perché i mitocondri sono stati fondamentali per l'evoluzione della vita complessa. La chiave sarebbe racchiusa nel fatto che le cellule eucariotiche devono sintetizzare molte più proteine delle cellule procariote (i batteri), e possono farlo solo grazie ai mitocondri, cellule simbiontiche ottimizzate per produrre molta energia e consumarne pochissima. È stato calcolato che questo dà un vantaggio energetico alle cellule eucariote da 3 a 4 ordini di grandezza in più.
Uno studio dell'Università delle Hawaii a Manoma e di quella dell'Oregon ha permesso di individuare il batterio marino moderno che ha un antenato in comune con il batterio da cui discendono i mitocondri, ovvero il clado SAR11.
I mitocondri avrebbero originato altri organelli come i mitosomi.